# The Music Source
The Music Source var en inspelningsstudio som låg på Capitol Hill i Seattle, Washington, USA. Den grundades 1969 av Jim Wolfe och vid tidpunkten då den stängdes (1996) hade studion tre rum och 15 ljudtekniker anställda. En av de ljudtekniker som arbetade mycket i denna studio var Steve Fisk. Flera kända artister har antingen spelat in eller fått sin musik mixad i The Music Source såsom Nirvana, Soundgarden och Kenny G.

## Ett urval av album som spelats in i studion
- Amy Denio: Birthing Chair Blues
- In Flight: ...Imagine a Music
- Kenny G: Silhouette
- Nirvana: Blew
- Redeker: Portraits
- The Slamhound Hunters: Cadillac Walk
- Voodoo Gearshift: Glue Goat
- Zozobra: Chase the Dragon